# Poids-mouche (patron de conception)
Pour les articles homonymes, voir Poids mouches et Poids (homonymie).

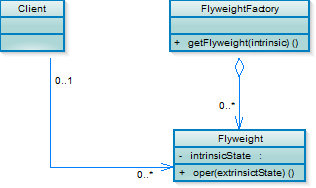

En génie logiciel, le poids-mouche (anglais : flyweight) est un patron de conception (design pattern) structurel décrit en 1995 par le Gang of Four.
Lorsque de nombreux (petits) objets doivent être manipulés, mais qu'il serait trop coûteux en mémoire s'il fallait instancier tous ces objets, il est judicieux d'implémenter le poids-mouche.
Dans le cas d'une classe représentant des données, il est parfois possible de réduire le nombre d'objets à instancier si tous ces objets sont semblables et se différencient sur quelques paramètres. Si ces quelques paramètres peuvent être extraits de la classe et passés ensuite via des paramètres des méthodes, on peut réduire grandement le nombre d'objets à instancier.
Le patron poids-mouche est l'approche pour utiliser de telles classes. D'une part la classe avec ses données internes qui la rendent unique, et d'autre part les données externes passées à la classe en tant qu'arguments. Ce modèle est pratique pour des petites classes très simples.

## Exemple
Pour représenter des caractères ou des icônes à l'écran, ce type de patron de conception est apprécié. Ainsi, chaque caractère peut être représenté par une instance d'une classe contenant sa police, sa taille, etc. La position des caractères à afficher est stockée en dehors de cette classe. Ainsi, on a une seule instance de la classe par (type de) caractère et non une instance par caractère affiché à l'écran.
Dans le patron poids-mouche, les données n'ont pas de pointeurs vers les méthodes du type de données, parce que cela consommerait trop d'espace mémoire. À la place, les routines sont appelées directement.
Un exemple classique du patron poids-mouche : les caractères manipulés dans un traitement de texte. Chaque caractère correspond à un objet ayant une police de caractères, une taille de caractères, et d'autres données de formatage. Un long document contient beaucoup de caractères ainsi implémentés...